# Three Allen Center
Three Allen Center – wieżowiec znajdujący się w Houston w Stanach Zjednoczonych. Ma 209 metrów wysokości i 50 pięter. Został zaprojektowany przez Lloyd Jones Brewer & Associates. Budynek ten jest 8-boczną bryłą, której boki po obu stronach budynku są tej samej szerokości. Wykorzystywany jest w celach biurowych.